# Orbite de la Terre

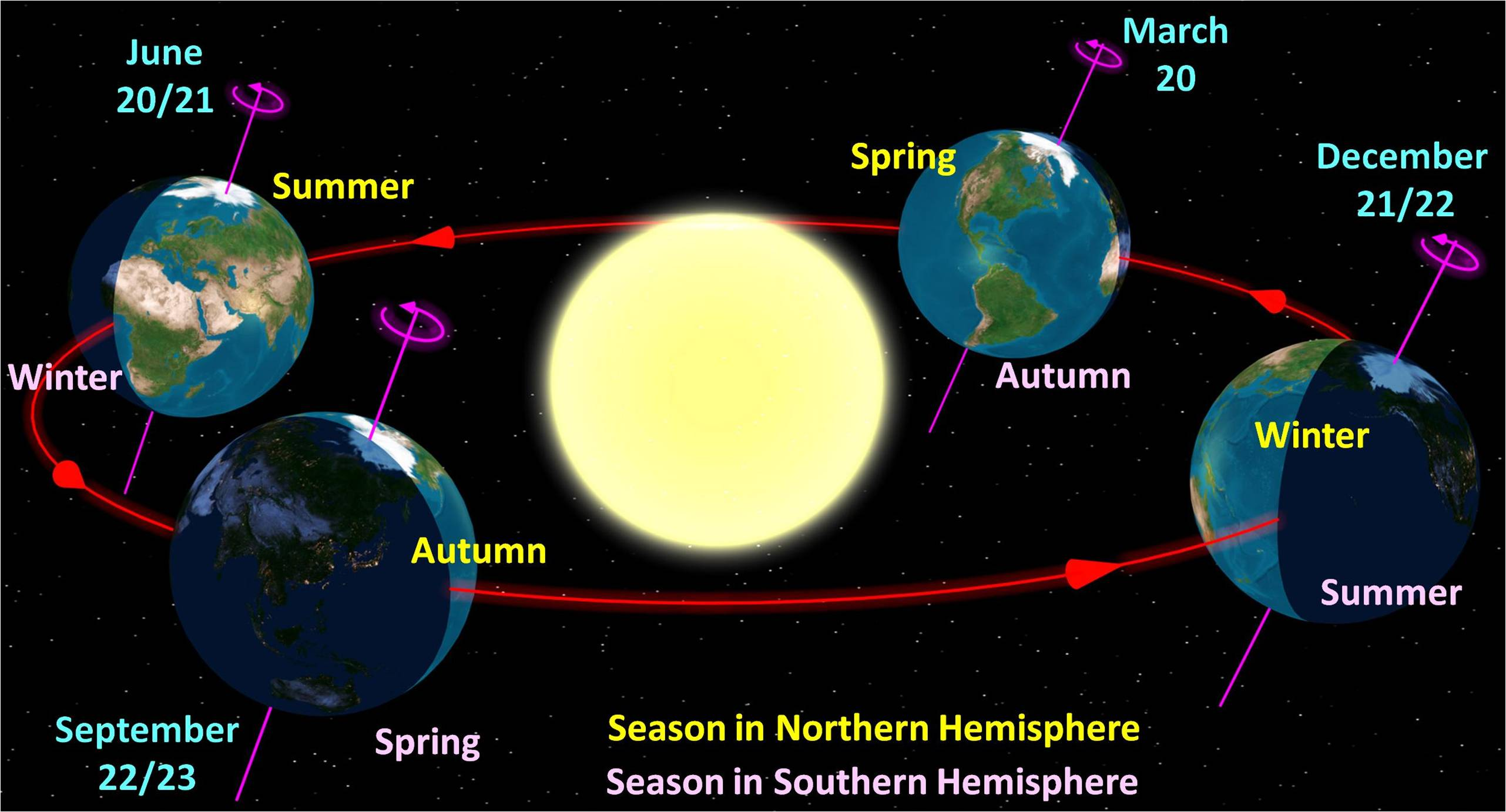
Vue d'artiste de la rotation de la Terre et de sa révolution autour du Soleil. Le dessin n'est pas à l'échelle.

Animation montrant l'orbite des planètes du Système solaire interne. L'orbite de la Terre est tracée en bleu.

Pour les objets en orbite autour de la Terre, voir orbite terrestre.
L'orbite de la Terre est la course de notre planète autour du Soleil. Ce mouvement périodique décrit une ellipse presque circulaire dont la période de révolution correspond à une année sidérale, soit un peu plus de 365 jours. Conjuguée avec l'inclinaison de l'axe de rotation terrestre, l'orbite de la Terre entraîne le cycle annuel des saisons.
Le mouvement de la Terre autour du Soleil s'effectue à une vitesse orbitale d'environ 30 km/s, lui faisant parcourir chaque année près d'un milliard de kilomètres. Du point de vue du pôle Nord de la Terre, elle parcourt son orbite dans le sens antihoraire. Par conséquent, en raison de la rotation de la Terre, la direction apparente de ce mouvement pour un observateur terrestre dépend de l'heure de la journée à laquelle est faite l'observation et correspond, par exemple, à celle de l'ouest à midi.
L'orbite de la Terre se situe dans la zone habitable circumstellaire du Système solaire, qui permet notamment la présence d'eau sous forme liquide à sa surface. Cependant, la variation périodique, sur des milliers d'années, de certains paramètres de l'orbite et de l'axe de rotation terrestres entraîne des périodes de glaciations plus ou moins étendues sur la planète.
Décrite précisément à partir du XVIIe siècle, l'orbite de la Terre est la source de plusieurs étalons et référentiels, dont la durée de l'année, la longueur de l'unité astronomique, la valeur du parsec et le plan de l'écliptique.

## Historique
La représentation de la Terre dans l'Univers a fait l'objet de plusieurs modèles au cours de l'histoire. L'idée que la Terre puisse être en mouvement et parcourir une orbite est relativement récente et n'est acceptée que depuis quelques centaines d'années. Elle réfère à l'héliocentrisme, qui place le Soleil au centre et les planètes tournant autour de lui, formant le Système solaire. 

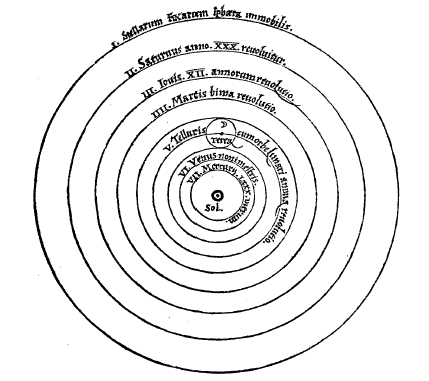
Système héliocentrique simplifié de Copernic extrait de Des révolutions des sphères célestes (1543).

Historiquement, l'héliocentrisme a été précédé par le géocentrisme, qui plaçait la Terre au centre de l'Univers, l'ensemble de la voûte céleste tournant autour. L'Almageste de Ptolémée, publié au IIe siècle, est la référence sur le sujet pendant plus de mille ans. Bien que des idées héliocentriques auraient été exprimées dès l'Antiquité, ce n'est qu'à partir du XVIe siècle qu'elles sont considérées sérieusement, lors de la publication de Des révolutions des sphères célestes (1543) par Nicolas Copernic, qui lance la révolution copernicienne. Freiné par une conception circulaire des orbites, qui n'augmente pas la précision des observations par rapport au modèle géocentrique, ainsi que par les autorités religieuses de l'époque, l'héliocentrisme met encore plus d'une centaine d'années avant de s'imposer en Occident.
Au début du XVIIe siècle, Johannes Kepler affirme que les orbites des planètes sont des ellipses. L'astronome établit les lois de Kepler, qui permettent de décrire la position des planètes avec une précision beaucoup plus grande que celle donnée par les modèles géocentrique et héliocentrique circulaire. Ces lois seront expliquées plus tard par la loi universelle de la gravitation, exposée par Isaac Newton dans les Philosophiae Naturalis Principia Mathematica. Cette dernière consolidera définitivement l'héliocentrisme comme modèle décrivant l'organisation des corps du Système solaire.

## Caractéristiques physiques
| Caractéristique               | Valeur(J2000.0)                           |
| ----------------------------- | ----------------------------------------- |
| période                       | 365,256363004 jours                       |
| vitesse moyenne               | 29,78 km/s 107 208 km/h 2 572 992 km/jour |
| périmètre                     | 940 millions de km                        |
| aphélie                       | 152 x 106 km 1,016 7 UA                   |
| périhélie                     | 147 x 106 km 0,983 29 UA                  |
| demi-grand axe                | 149,6 x 106 km 1,000 002 61 UA            |
| excentricité                  | 0,01671123                                |
| longitude du périhélie        | 102,947°                                  |
| longitude moyenne de la terre | 100,464°                                  |

La Terre effectue un tour complet tous les 365,256 363 004 jours (365 j 6 h 9 min 9 s), ce qui correspond à une année sidérale. La vitesse orbitale de la Terre varie entre 29,29 km/s et 30,29 km/s, sa vitesse moyenne est de 29,78 km/s (soit environ 108 000 km/h) ce qui est assez rapide pour couvrir le diamètre de la planète (12 700 km) en sept minutes ou parcourir la distance Terre-Lune (~384 000 km) en un peu moins de quatre heures.
Du point de vue des pôles nord de la Terre et du Soleil, la Terre tourne dans le sens antihoraire sur son orbite et sur son axe, tout comme le Soleil tourne en sens antihoraire sur son axe selon ce point de vue. Ce parcours suit la forme d'une ellipse d'une excentricité d'environ 0,0167. L'orbite de la Terre n'est donc pas un cercle parfait avec pour centre le Soleil. C'est le foyer de l'ellipse situé du côté du périhélie qui se situe au centre du soleil. 
Le schéma suivant montre la relation entre la ligne des solstices, la ligne des équinoxes et la ligne des apsides de l'orbite de la Terre. Le périhélie se situe entre le 2 et le 5 janvier, alors que l'aphélie se situe entre le 3 et le 5 juillet. Les solstices se situent entre le 20-21 juin et le 21-22 décembre, alors que les équinoxes se situent entre le 19-21 mars et le 22-23 septembre.

Schéma de l'orbite de la Terre. La forme elliptique est ici fortement exagérée.

À long terme, les caractéristiques physiques de l'orbite de la Terre ne sont pas stables. Elles sont influencées, notamment, par l'interaction gravitationnelle qu'exercent entre eux les corps célestes. Ainsi, par exemple, la Théorie des perturbations prédit un accroissement annuel de la longitude du périhélie de 12'' par rapport a un équinoxe fixe.

### Caractéristiques futures
Des mathématiciens et astronomes tels Laplace, Lagrange, Gauss, Poincaré, Kolmogorov, Vladimir Arnold et Jürgen Moser, ont cherché à prouver la stabilité des mouvements planétaires. Cela a conduit à de nombreux développements mathématiques montrant une certaine stabilité des orbites planétaires du système solaire,[réf. à confirmer]. Cependant, le problème s'assimile à un problème à N corps, pour lequel il n'existe pas actuellement de solution exacte.
Par contre, une étude de Jacques Laskar publiée en 1989 montre que le système solaire, et plus particulièrement le Système solaire interne (Mercure, Vénus, Terre et Mars), est chaotique à partir d'une échelle de temps de quelques dizaines de millions d'années, avec une durée de Liapounov évaluée à 5 millions d'années.

## Médiagraphie
: document utilisé comme source pour la rédaction de cet article.
- Reportages de la BBC traduits et diffusés à la télévision de Radio-Canada par l'émission Découverte :
  -  [Flash Player][Production de télévision] « Orbite, le voyage extraordinaire de la Terre : la trajectoire », Charles Tysserre (animateur), 7 octobre 2012, Royaume-Uni, Canada, BBC/Discovery Channel, Société Radio-Canada (consulté en novembre 2014)
  -  [Flash Player][Production de télévision] « Orbite, le voyage extraordinaire de la Terre : la rotation », Charles Tysserre (animateur), 14 octobre 2012, Royaume-Uni, Canada, BBC/Discovery Channel, Société Radio-Canada (consulté en novembre 2014)
  -  [Flash Player][Production de télévision] « Orbite, le voyage extraordinaire de la Terre : l'inclinaison », Charles Tysserre (animateur), 21 octobre 2012, Royaume-Uni, Canada, BBC/Discovery Channel, Société Radio-Canada (consulté en novembre 2014)